# Робекко-суль-Навільйо
Робекко-суль-Навільйо (італ. Robecco sul Naviglio) — муніципалітет в Італії, у регіоні Ломбардія, метрополійне місто Мілан.
Робекко-суль-Навільйо розташоване на відстані близько 490 км на північний захід від Рима, 25 км на захід від Мілана.
Населення — 6845 осіб (2014).
Щорічний фестиваль відбувається першої неділі вересня. Покровитель — святий Іван Хреститель.

## Демографія
Населення за роками:

Станом на 1 січня 2023 року в муніципалітеті офіційно проживали 352 іноземці з 41 країни, серед них 76 громадян країн Євросоюзу та 65 громадян України.

## Сусідні муніципалітети
- Абб'ятеграссо
- Кассінетта-ді-Луганьяно
- Черано
- Корбетта
- Маджента